# Rashidi Yekini
Rashidi Yekini (Kaduna, 1963. október 23. – Ibadan, 2012. május 4.) néhai nigériai válogatott labdarúgó.

## Pályafutása

### Klubcsapatban
Yekini profi karrierje UNTL Kadunában kezdődött el, majd később csatlakozott további kettő nigériai csapathoz, pontosabban a Shooting Stars és az Abiola Babes csapatához. 1987-ben leigazolta az Africa Sports csapata, így kiköltözött Elefántcsontpartra. Három év elteltével eligazolt a portugál Vitória csapatához, ahol pályafutása legjobb szezonját futotta. A portugál első osztályban az 1993-94-es szezonban megszerezte a gólkirály címet, ugyanis 32 mérkőzés alatt 34 találatot jegyzett. Jó formája miatt 1993-ban megkapta az év afrikai játékosa díjat. A karrierje már soha többé nem jött egyenesbe, még akkor sem, amikor volt klubjához, a Setúbalhoz igazolt, miután a Sporting Gijónnál egy sikertelen időszakot töltött. Egy évet töltött a svájci FC Zürich és a tunéziai Bizerte csapatában. 1999-ben megfordult a szaúd-arábiai Al-Shabab FC (Rijád) csapatánál. Később visszament egykori klubjához, az Africa Sportshoz. 2003-ban visszatért Nigériába, és csatlakozott a Julius Berger csapatához.
1994 nyarán a görög Olympiakos csapatához igazolt. Egy évet töltött a klubnál, ugyanis csapattársaival rossz viszonyba volt. Így visszatért a Vitóriához. 2005-ben 41 évesen egy rövid ideig játszott a nigériai bajnokságban szereplő Gateway csapatában, ahol válogatott csapattársa Mobi Oparaku játszott.

### A válogatottban
58 mérkőzés alatt 37 gólt szerzett nigériai színekben, így ő szerezte eddig a legtöbb gólt a válogatottban. Kerettagja volt az 1994-es világbajnokságon részt vevő nigériai válogatottnak, majd az 1998-asnak is. Yekini szerezte Nigéria első világbajnoki gólját, amikor 3-0-ra legyőzték Bulgáriát.
Részt vett az 1988-as nyári olimpián, valamint szerepelt az 1994-es afrikai nemzetek kupáján, amit Nigéria megnyert, Yekini 5 gólt szerzett, ezzel a legtöbbet a tornán.

### Halála
2011-ben diagnosztizálták nála a mániás depresszió tüneteit. 2012. május 4-én Ibadanban hunyt el. Korábbi lakóhelyén, Ira településén helyezték örök nyugalomra.

## Sikerei, díjai
Egyéni:
- Az év afrikai labdarúgója (1993)